# Собор Святого Иакова

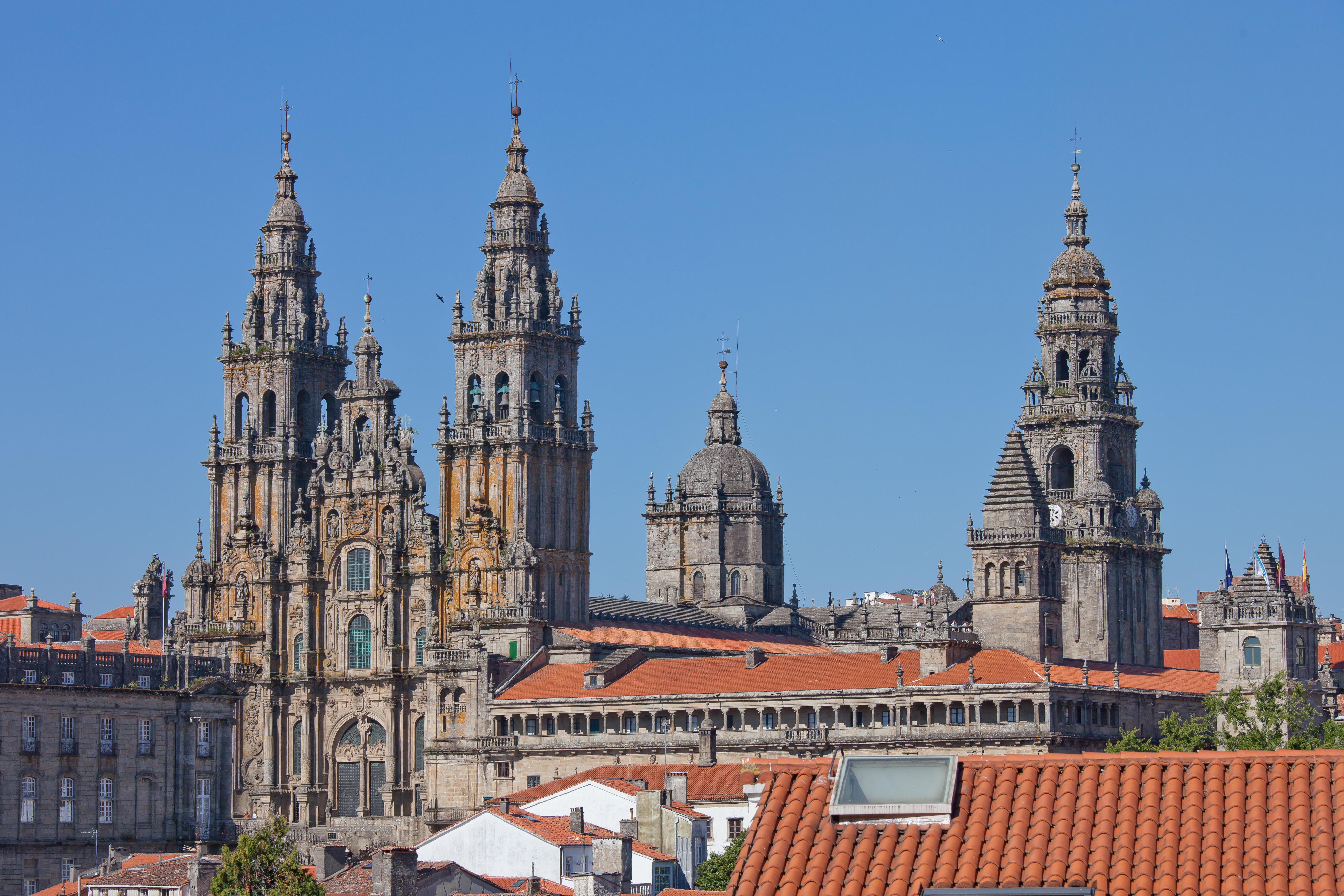
Вид на собор из города

Собор Святого Иакова — католическая святыня в галисийском городе Сантьяго-де-Компостела, посвящённая ближайшему ученику Иисуса Христа, апостолу Иакову Заведееву или Сантьяго Матаморосу, как его называют испанцы. Считается, что в соборе покоятся мощи этого христианского святого. Собор является крупнейшим паломническим центром средневекового католичества, конечным пунктом на «Пути Святого Иакова». Историческая часть города, сложившаяся вокруг собора, включена в Список объектов Всемирного наследия ЮНЕСКО в Испании.

## История
Считается, что мощи Святого Иакова были обретены в Галисии отшельником Пелайо в 814 году, в правление астурийского короля Альфонса II. На месте открытия была воздвигнута временная капелла, которую в IX веке сменили друг за другом два каменных собора. В 997 году храм сжёг хаджиб Аль-Мансур. Ворота и колокола церкви он увёз с собой в Кордову и передал в Мескиту.
Ныне существующий собор заложил в 1075 году кастильский король Альфонсо VI. Собор строили из гранита по образу и подобию тулузской базилики Св. Сернина. В 1895 году была опубликована найденная в соборе рукопись — кодекс Каликста, приписываемая перу одноимённого понтифика. Она содержит ценные сведения о строительстве храма. В 1128 году романский собор — один из самых вместительных в Европе — был освящён.

## Достопримечательности
Причудливые фасады собора (все четыре — совершенно разные) и дробный декор башен в стиле чурригереско — работа архитектора Хосе Чурригеры — результат перестроек храма, предпринятых Габсбургами и Бурбонами в XVI—XVIII веках. Внешние стены и интерьер храма украшены скульптурой разных времён, но преимущественно средневековой.
Мощи святого хранятся в серебряной раке в крипте, уцелевшей от храма времён Альфонса Великого. В 1589 году они были спрятаны от английской «анти-Армады», причём так тщательно, что потом отыскать их не удалось. Мощи были обнаружены только в январе 1879 года; через пять лет их подлинность подтвердил сам папа Лев XIII.
Достопримечательностью собора является подвешенное с потолка кадило, самое большое в мире — размером в человеческий рост. Оно весит 80 кг и приводится в действие путём раскачивания восемью служителями (tiraboleiros) в багряных одеждах. На наполнение этого кадила (известного как ботафумейро) уходит 40 кг угля и ладана.
|                       |  |                        |  |                          |
| Башни главного фасада |  | Площадь у входа в храм |  | Виды Сантьягского собора |